# Еллсворт (Іллінойс)
Еллсворт (англ. Ellsworth) — селище (англ. village) в США, в окрузі Маклейн штату Іллінойс. Населення — 184 особи (2020).

## Географія
Еллсворт розташований за координатами 40°26′58″ пн. ш. 88°42′58″ зх. д. / 40.44944° пн. ш. 88.71611° зх. д. (40.449546, -88.716102).  За даними Бюро перепису населення США в 2010 році селище мало площу 0,59 км², уся площа — суходіл.

## Демографія
Згідно з переписом 2010 року, у селищі мешкало 195 осіб у 84 домогосподарствах у складі 58 родин. Густота населення становила 331 особа/км².  Було 93 помешкання (158/км²).
Расовий склад населення:
| - 97,4 % — білих - 1,5 % — корінних американців - 0,5 % — чорних або афроамериканців |

До двох чи більше рас належало 0,5 %. Частка іспаномовних становила 0,0 % від усіх жителів.
За віковим діапазоном населення розподілялося таким чином: 16,4 % — особи молодші 18 років, 71,3 % — особи у віці 18—64 років, 12,3 % — особи у віці 65 років та старші. Медіана віку мешканця становила 43,1 року. На 100 осіб жіночої статі у селищі припадало 93,1 чоловіків;  на 100 жінок у віці від 18 років та старших — 94,0 чоловіків також старших 18 років.
Середній дохід на одне домашнє господарство  становив 69 159 доларів США (медіана — 68 571), а середній дохід на одну сім'ю — 66 674 долари (медіана — 69 107). За межею бідності перебувало 11,2 % осіб, у тому числі 20,0 % дітей у віці до 18 років та 13,6 % осіб у віці 65 років та старших.
Цивільне працевлаштоване населення становило 126 осіб. Основні галузі зайнятості: фінанси, страхування та нерухомість — 21,4 %, освіта, охорона здоров'я та соціальна допомога — 15,1 %, будівництво — 12,7 %.